# Romet Pony
A Romet Pony lengyel egyszemélyes moped (segédmotoros kerékpár), amelyet a Zakłady Rowerowe Romet gyártott 1978–1994 között Bydgoszczban.
Egyszerű felépítés jellemezte, még sebességmérő és elektromos hangjelző sem kapott helyet a motoron, ellentétben a mechanikus kerékpárcsengővel, amivel felszerelték. Öntött alumínium kerekei igazi ritkaságnak számítottak a maguk idejében, mopedet nem szereltek rajtuk kívül ilyennel. A vázon található sorszám első két számjegye jelezte a Pony gyártásának évét. Magyarországtól nyugatra a Honda Monkey volt egy kategóriában a Romet Ponyval, de a szocializmus ideje alatt be kellett érnünk a Romet verziójával. Egyetlen konkurenciája a hasonló méretekkel rendelkező mini Riga volt, ám megbízhatóság szempontjából nem tudta felvenni a versenyt a Romettel. Míg a mini Riga gyakran kuplunggondokkal küzdött (hamar elhasználódtak), addig a Romet Pony a váltó pontatlan kapcsolásáról volt híres: a váltókar nem ugrott vissza középre, hanem lent az egyes fokozat, fent pedig a kettes fokozat volt. Első fokozata elég rövidre sikeredett, az elinduláson kívül másra nemigen volt  használható, bár felkapcsolva másodikba sem volt sokkal jobb a helyzet. Az elindulás trükkös volt, mert kis gáznál hajlamos volt lefulladni, míg nagy gáznál egy kerékre állni. A mai generációban gyermekmotorkerékpár.
Négy különböző típusát különböztetjük meg:
- Romet Pony M1
- Romet Pony M2
- Romet Pony M3
- Romet Pony 301

## Romet Pony M1

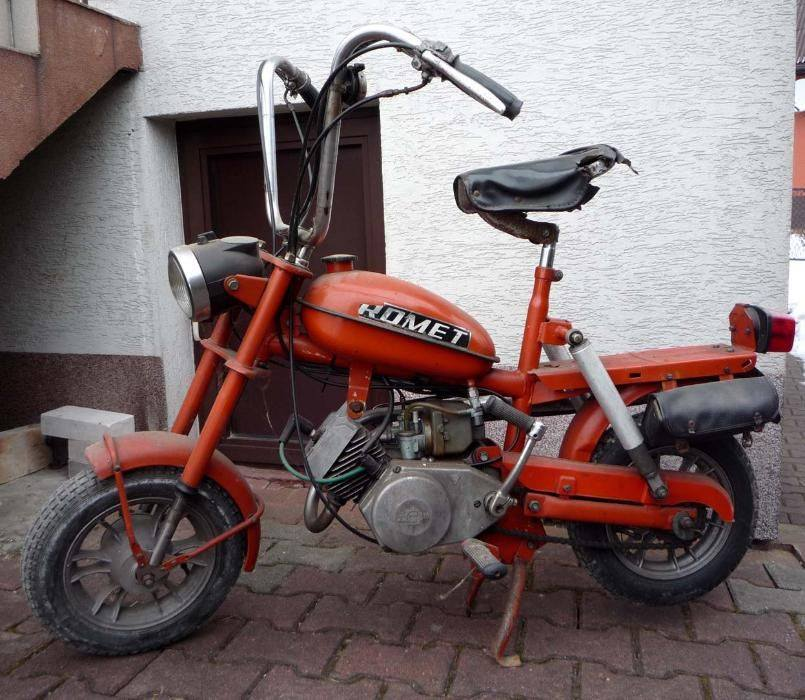
Romet Pony M1

A Pony 50-M-1 a jármű első verziója, amelyet az akkori Zjednoczone Zakłady Rowerowe gyártott. A motorkerékpár a Dezamet 022 motorral volt felszerelve, amelyet a Zakłady Metalowe Dezamet gyártott. A sebességet a kormányon elhelyezett karral (együttműködve a tengelykapcsolóval) váltották. A maximális sebesség kb. 40 km/h volt, az üzemanyag-fogyasztás pedig kb. 2 l/100 km volt. Gyártása 1978-1980 között zajlott.

## Romet Pony M2
A következő verziót új motorral - Dezamet 023 - szerelték fel, a rögzítéssel ellátott hátsó lámpát is megváltoztatták, illetve két bőr tárolórekeszt és egy sárvédővel ellátott fémhátsót eltávolítottak, helyettesítve azt műanyaggal, amelyben tároló rekesz volt. A hátsó lengéscsillapítókat kicserélté,k és másabb kormányt használtak. Ezen kívül az ülés is megváltozott. Az előző modelltől eltérően a sebességváltást közvetlenül a motornál elhelyezett váltókarral végezték, nem pedig a kormányon. Kezdetben az első sárvédő tartói megegyeztek az M1-esével, csak 1981-ben változtatták őket. 1984-től kisebb változtatásokkal az M-3-mal párhuzamosan gyártották. Gyártása egészen 1988-ig tartott.

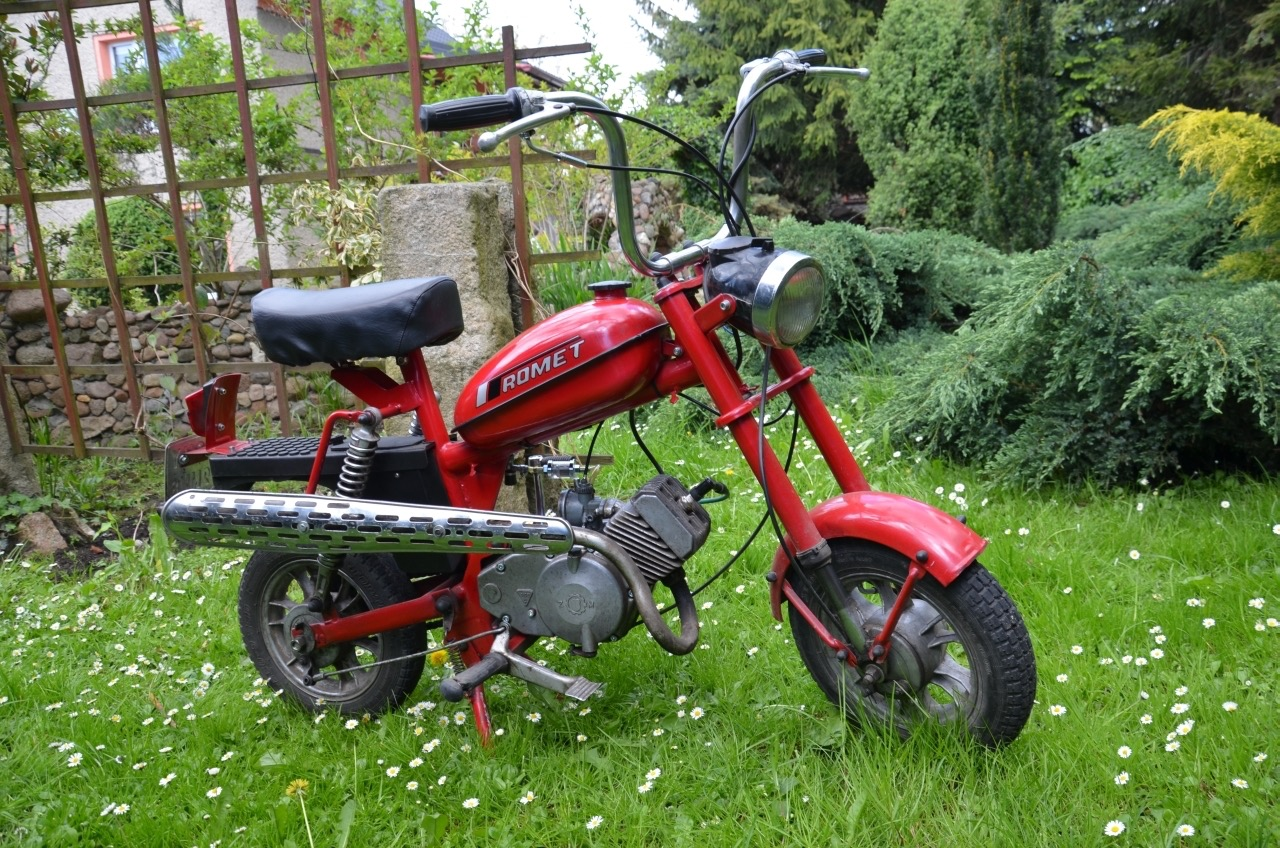
Romet Pony M2

## Romet Pony M3
Az M2 és az M3 változatok közötti fő különbségek a motor, a váz (karburátor gumicső) és a kipufogókönyök. A Pony 50-M-3-ban már a Dezamet 025 motor alkalmazták. Kezdetben a Romet Pony M3 ugyanolyan kormánnyal rendelkezett, mint az elődje (Romet Pony M2), azonban később mindkét modellben mással szerelték. Négy éven át, 1984-től egészen 1988-ig gyártották.

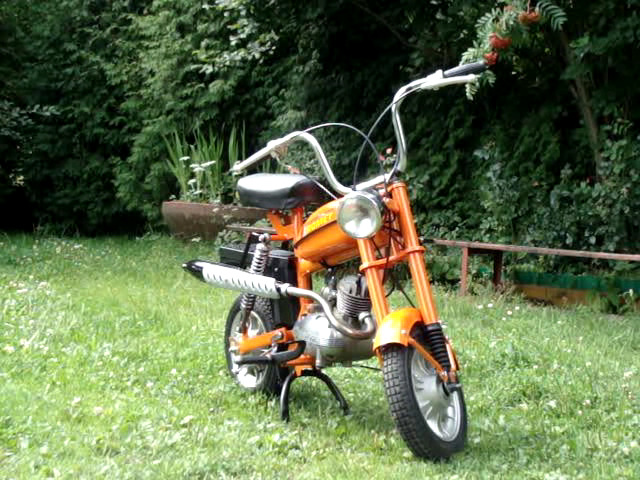
Romet Pony M3

## Romet Pony 301

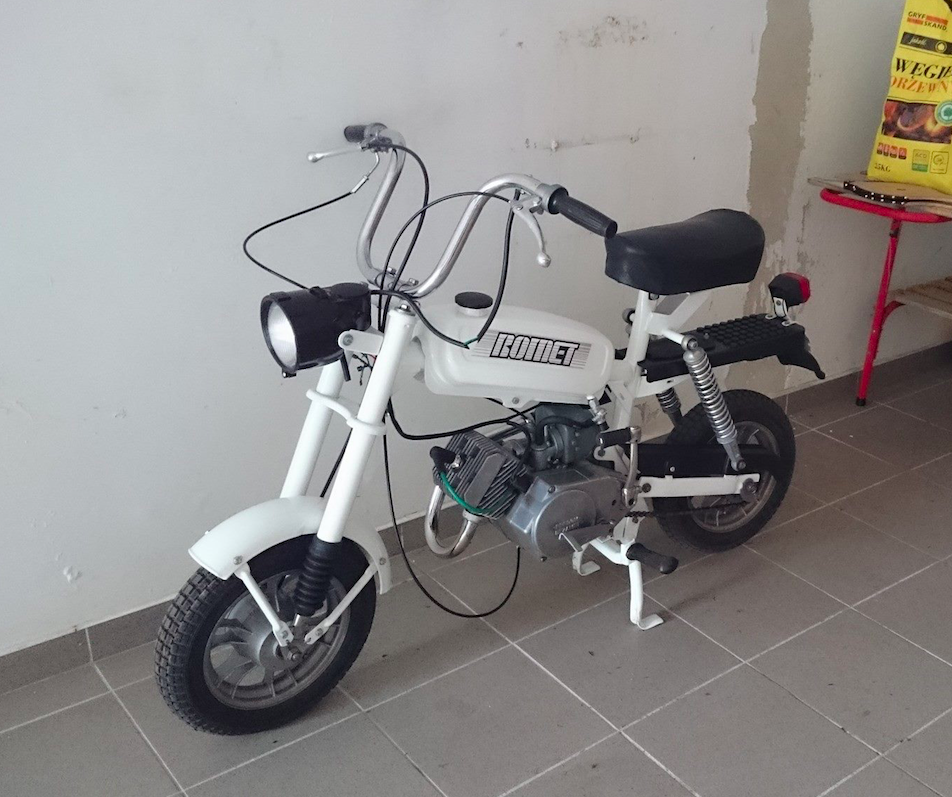
Romet Pony 301

A Romet Pony 301 visszatér a Dezamet 023 motorhoz. A moped váza meghosszabbodott 40 mm-rel, az üzemanyagtartály alakja megváltozott (szögletesebb lett), és egy másik hátsó lámpát használtak. Gyártása hat éven keresztül (1988-1994) tartott.

## Műszaki adatok
Löket x furat: 44 x 38 mm
Össz.lökettérfogat: 49,8 cm³
Sűrítési arány: 8:1
Max. teljesítmény: 1,7 Le 4800/min
Nyomaték: 2,85 Nm 4000/min
Keverékarány: 1:20
Karburátor: GM 12 f1
Főfúvókaméret: 0,55 mm
Fokozatok száma: 2
Áttétel:
I. sebesség: 29,16
II. sebesség: 13,19
Kuplung: kéttárcsás, olajfürdős
Olaj: 15W-40
Alumíniumfelni: 9x21/2'
Guminyomás elöl: 1,7 bar
Guminyomás hátul: 2 bar
Fék (elöl/hátul): 100 mm átmérőjű dobfék
Fékpofa szélessége: 20 mm
Elektromos rendszer: 6v 20w
Lendkerék mágnes, dinamó
Előgyújtás: 4,5 mm
Megszakító hézag: 0,5 +/-0,1 mm
Izzó elöl/hátul: 15/15W 5W
Belevaló gyertya: Isolator 175/225
Gyertyahézag:0.5 mm
Tank térfogata: 5,5 liter
Önsúly: 40 kg
Max. terhelhetőség: 120 kg
Fogyasztás: 2,2 l / 100 km
Emelkedő képesség: 25%
Max. sebesség: 40 km/h
Utazó sebesség: 35–40 km/h